# Crystal Space
Crystal Space, também conhecido como Crystal Space 3D, é um motor gráfico, escrito em C++ por Jorrit Tyberghein. Crystal Space é portável e funciona nas plataformas Microsoft Windows, Linux, UNIX, Mac OS X e FreeBSD. Crystal Space está disponível sob a licença GNU LGPL. O Crystal Space foi o "projeto do mês" de fevereiro de 2003, no SourceForge.
Ele pode opcionalmente usar OpenGL (todas as plataformas), SDL (todas as plataformas suportadas pelo SDL), X11 (UNIX e Linux) e SVGAlib (Linux). Ele também pode opcionalmente usar rotinas Assembly, usando NASM e MMX.
Foi usado, em conjunto com o Blender, na criação do jogo livre Yo Frankie!. Também foi usado no desenvolvimento do jogo PlaneShift.

## Design do motor
Crystal Space é programado em C++ orientado a objeto. Ele é modularmente construído com um número de plug-ins independentes. Os programas cliente usam os plugins, como o renderizador OpenGL 3D, renderizando eles via Crystal Space's Shared Class Facility (SCF).

## Características
Crystal Space tem módulos para gráficos 2D e 3D, som, detecção de colisão e físicas através de ODE e Bullet.
Gráficos:
- Renderizador OpenGL
- Suporta aceleração de hardware das principais marcas
- Permite o uso de shaders
- Biblioteca de shaders comuns como normal mapping, parallax mapping e hardware skinning
- Suporta renderização de software com algumas funções

Objetos de malha:
- Plugin baseado no sistema de malha
- Malhas baseadas em triângulo com suporte a animação de frame e ossos

Detecção de colisão e dinâmicas:
- ODE e Bullet
- Detecção de colisão simplificado, quando não se faz necessária a simulação dinâmica total

## CEL e CELstart
O Crystal Space em si não é específico para jogos; em paralelo era desenvolvido o CEL (Crystal Entity Layer), uma extensão que adiciona um ECS para desenvolvimento de jogos eletrônicos.